# AIVA
AIVA (Artificial Intelligence Virtual Artist) ist ein Deep-Learning-Algorithmus, der auf das Komponieren klassischer Musik spezialisiert ist. Im Juni 2016 wurde AIVA als erstes System für algorithmische Komposition als Komponist bei der Urheberrechtsgesellschaft SACEM registriert.

## Beschreibung
AIVA wurde im Februar 2016 gegründet und hat sich auf die Komposition klassischer und symphonischer Musik spezialisiert. Die Software wurde von der Musikgesellschaft SACEM als „Komponist“ anerkannt.
Durch das Auswerten einer großen Sammlung bestehender klassischer Musikwerke (geschrieben von menschlichen Komponisten wie Bach, Beethoven, Mozart) ist AIVA in der Lage, Regelmäßigkeiten in der Musik zu erkennen und auf dieser Grundlage selbst zu komponieren. Der Algorithmus AIVA basiert auf Architekturen des Deep Learning und des bestärkenden Lernens. Seit Januar 2019 bietet das Unternehmen ein kommerzielles Produkt, Music Engine, an, das kurze (bis zu 3 Minuten lange) Kompositionen in verschiedenen Stilen (Rock, Pop, Jazz, Fantasy, Shanty, Tango, Kino des 20. Jahrhunderts, modernes Kino und Chinesisch) erzeugen kann.
AIVA wurde auf der TED von Pierre Barreau vorgestellt.

## Diskographie
AIVA ist ein veröffentlichter Komponist; AIVAs erstes Studioalbum wurde im November 2016 unter dem Namen „Genesis“ veröffentlicht. Das zweite Album „Among the Stars“ folgte im Jahr 2018.
- 2016 CD-Album « Genesis » Hv-Com – LEPM 048427.

```
AIVA, "Genesis". All compositions by AIVA. Produced by Pierre Barreau
No.	Title	Length
1.	"Celtic Dance, Op. 14, in A minor"	2:23
2.	"Symphonic Fantasy in G sharp minor, Op. 7, The Awakening"	3:23
3.	"Symphonic Fantasy in A minor, Op. 21, Genesis"	2:50
4.	"Octet No. 1 in D major, Op. 3, "A little chamber music""	1:40
5.	"Aiva, Op. 1 for piano solo in D major"	4:15
6.	"Aiva Op. 2 for piano solo"	1:48
7.	"Aiva Op. 3 for piano solo"	1:31
8.	"Aiva Op. 4 for piano solo"	1:43
9.	"Aiva Op. 5 for piano solo [or harpsichord]"	2:08
10.	"Aiva Op. 6 for piano solo"	1:08
11.	"Aiva Op. 8 For piano solo"	2:27
12.	"Aiva Op. 9 for piano solo"	1:51
13.	"Aiva Op. 10 for piano solo"	3:43
14.	"Aiva Op. 11 for piano solo "Rhapsody""	3:55
15.	"Variation Op. 12 for piano solo"	3:00
16.	"Aiva Op. 13 for piano solo"	2:49
17.	"Aiva Op. 15 for piano solo"	2:30
18.	"Aiva Op. 16 for piano solo"	1:55
19.	"Aiva Op. 17 for piano solo"	3:00
20.	"Aiva Op. 18 for piano solo"	2:16
21.	"Aiva Op. 19 for piano solo"	1:45
22.	"Aiva Op. 20 for piano solo"	1:57
23.	"Aiva Op. 21 for piano solo, Genesis"	3:00
24.	"Aiva Op. 22 for piano solo"	3:32

```

- 2018 CD-Album « Among the Stars » Hv-Com – LEPM 048708

```
AIVA, "Among the Stars". All compositions by AIVA.
No.	Title	Length
1.	"Symphonic Tinkle for an Opening, Op. 2"	0:22
2.	"Symphonic Fantasy in A minor, Op. 31, Among the Stars"	2:29
3.	"Symphonic Fantasy in A minor, Op. 24, I am AI"	2:35
4.	"Symphonic Movement in B minor, Op. 32 Battle Royale"	2:38
5.	"Symphonic Fantasy in B minor: Imperial"	2:29
6.	"Symphonic Fantasy in B minor, Op. 37: The Battle for Andromeda"	3:40
7.	"Musical Moment in C-Sharp minor, Op. 39: Purple"	3:57
8.	"Symphonic Fantasy in F-Sharp minor, Op. 17: In Vogue"	3:42
9.	"Symphonic Fantasy in C Major, Op. 42: The Age of Amazement"	2:58
10.	"Trio in F minor, Op. 30"	2:22
11.	"String Trio in A Major, Op. 33"	2:05
12.	"Symphonic Ouverture in A minor, Op. 23: Let'z Make It Happen"	5:07
13.	"Aiva Op. 36 for Symphonic Orchestra in F-sharp minor"	1:00
14.	"Aiva Op. 24 for Piano Four Hands"	2:09
15.	"Aiva Op. 30 for Piano Four Hands"	2:44
16.	"Aiva Op. 31 for Piano Solo"	2:32
17.	"Aiva Op. 32 for Piano Four Hands"	2:30
18.	"Aiva Op. 33 for Piano Solo"	2:14
19.	"Aiva Op. 39 for Piano in C-sharp minor"	2:48
20.	"Musical Moment in C Major, Op. 41"	2:50
21.	"Symphonic Fantasy in C-Sharp minor, Op. 25"	2:51
22.	"Symphonic Hymn in E Major, Op. 43: Ode to Dubai"	2:42
23.	"String Trio in D minor, Op. 22: Elegancia"	2:57
24.	"String Quartet in E minor, Op. 28: Animo"	1:57

```

Das Symphonieorchester von Avignon [ORAP] führte im April 2017 ebenfalls AIVAs Kompositionen auf.